# Takeshi Urata
Takeshi Urata (浦田 武) (1947 – 15 december 2012) was een Japans astronoom.
Urata werkte bij het Oohira Station in Japan, waar hij vele planetoïden ontdekte.
In 1978 was hij de eerste amateur-astronoom sinds 50 jaar die een planetoïde ontdekte. Urata vernoemde deze planeet naar zijn dochter, 2090 Mizuho.
Deze ontdekking zorgde voor een toename van nieuw ontdekte kleine planeten, in de daaropvolgende jaren ontdekten Japanse amateur-astronomen 160 kleine planeten.
De in 1927 ontdekte planetoïde 3722 Urata is naar hem vernoemd.